# Papilio alexanor

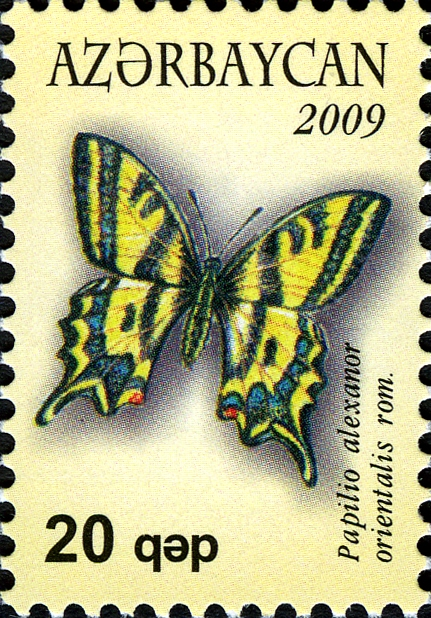
Un sello de Azerbaiyán con la P. alexanor

Papilio alexanor, el Alexanor o cola de golondrina del sur, es una especie de mariposa de la familia Papilionidae o cola de golondrina.
El insecto tiene una envergadura de 62 a 70 mm. Vuela de abril a julio en una sola generación, en regiones montañosas (1700 m) de Europa, Asia Menor, los Balcanes y Asia (Anatolia, Irán , Afganistán, Pakistán al oeste Tian Shan).

## Descripción
Papilio alexanor es similar a Papilio machaon, sin embargo, el tercio basal del ala anterior no es completamente negro, sino que está bordeado basal y distalmente por una amplia banda negra. Las bandas continúan a lo largo del ala trasera, bordeando también aquí el área basal amarilla.
La larva es similar a la de P. machaon pero más abigarrado, los puntos rojos más grandes y más brillantes; es fácil de encontrar, ya que los tallos de las plantas de las que se alimenta se vuelven blancos, royendo la epidermis. Las pupas son de color gris piedra, muy planas, con lados carinados y superficie irregular; Sujeto a piedras y parecido a una pequeña astilla de piedra.

## Subespecies
- Papilio alexanor destelensis (Nel & Chauliac, 1983) Sur de Francia
- Papilio alexanor hazarajatica (Wyatt, 1961) Kopet-Dagh sur de Ghissar
- Papilio alexanor judeus (Staudinger, 1893) Asia Menor, Palestina, Transcaucasia - Tiene bandas negras más anchas, especialmente en el área basal.
- Papilio alexanor orientalis (Romanov, 1884) Armenia - Más grande que la forma europea y tiene en general bandas negras más estrechas, siendo sólo la banda submarginal del ala trasera ampliamente azul.
- Papilio alexanor radighierii (Sala & Bollino, 1991) Piamonte, Italia
- Papilio alexanor voldemar (Kreuzberg, 1989) oeste de Tian-Shan

## Biología
La larva se alimenta de Umbelliferae, en particular Trinia vulgaris, Seseli montanum, Ptychotis saxifraga, Opopanax chironium , y varias especies de Ferula.

## Protección
Es una especie protegida.